# کاریاتی
کاریاتی (به ایتالیایی: Cariati) یک منطقهٔ مسکونی در ایتالیا است که در استان کزنتزا واقع شده‌است.

## خصوصیات
کاریاتی ۲۷٫۹۵ کیلومترمربع مساحت و ۸٬۴۵۸ نفر جمعیت دارد و ۵۰ متر بالاتر از سطح دریا واقع شده‌است.